# Aalisjärvi
Aalisjärvi är en sjö i Finland. Den ligger i kommunen Kolari i landskapet Lappland, i den norra delen av landet, 800 km norr om huvudstaden Helsingfors. Aalisjärvi ligger 177,1 meter över havet. Arean är 6 kvadratkilometer och strandlinjen är 17,95 kilometer lång. Sjön  ingår i Torne älvs huvudavrinningsområde. 
I övrigt finns följande i Aalisjärvi:
- Aalissaari (en ö)